# La fattoria (romanzo)
La fattoria (Le Mas Théotime) è un romanzo del 1945 facente parte delle edizioni Charlot, scritto da Henri Bosco. L'opera ricevette il premio Théophraste Renaudot non appena pubblicata. La vicenda viene narrata in prima persona dal punto di vista del protagonista.

## Trama
Le prime pagine introducono pittorescamente nella campagna provenzale. Bosco descrive una terra ricca di profumi, dove si lavora incessantemente lottando contro la natura. 
La storia si articola intorno alla figura di Pascal Dérivat, che fa il contadino, ma è un uomo colto, ha una sensibilità particolare per le piante e conserva in solaio la sua collezione di piante rare. Pascal si è ritirato a vita privata dopo aver ereditato dallo zio Théotime la sua cascina, in cui vive con la famiglia Alibert, un'onesta famiglia di contadini. La sua unica distrazione è il rapporto con il vicino e cugino Clodius. Clodius è un uomo taccagno e malvagio, prova a scoraggiare Pascal per farlo tornare in città, ma, non riuscendoci, cerca ogni pretesto per portare il cugino in tribunale. Bosco mostra qui il contrasto tra chi, come Pascal, ama la terra e sa coltivarla, e chi, come Clodius, vuole solo possederla, amandola perciò in modo sbagliato. Questa situazione di calma apparente viene turbata dall'arrivo della cugina di Pascal, Geneviève. I due erano destinati a sposarsi per rafforzare l'alleanza tra le famiglie
dei Dérivat e dei Métedieu. Geneviève però non amerà mai Pascal, mentre lui nutre per lei un amore viscerale sin da bambino. Geneviève viene definita « une creature du vent, elle ne vivait pas elle dansait (una creatura del vento : lei non viveva, danzava) », mentre lui è « une creature de la terre (una creatura della terra)». Tra i due sembra nascere un sentimento, ma in realtà Geneviève è inafferrabile. Lo stesso Pascal sa che per colpa della sua personalità, che vive come un dramma, questo amore sarà sempre impossibile.
Pascal regalerà a Geneviève il terreno di Micolombe, il che equivale per lui a donarle se stesso. La coppia passerà tutta la vita ad attirarsi e a respingersi, e si comprenderà soprattutto attraverso il silenzio.
Ma un avvenimento che rompe la pace, tanto ricercata da Pascal, è l'assassinio di Clodius. M. Rembout, poliziotto sensibile, è il primo a sospettare che l'assassino sia un uomo venuto dalla città, e che la morte di Clodius possa essere avvenuta per sbaglio. Infatti l'omicida è Jacques Lebreux, marito di Geneviève, venuto in zona per riprendersi la moglie: e probabilmente non voleva uccidere Clodius, ma Pascal. 
Costui troverà l'assassino nascosto proprio nel suo solaio, e, dopo averne scoperto l'identità, per una sorta di disordine mentale generato dalla passione, lo proteggerà e nasconderà, ritrovandosi così a essere in qualche modo complice dell'omicidio. Jacques Lebreux alla fine, emigrerà all'estero e Geneviève si ritirerà in convento a Nazareth. 
Si nota allora un cambiamento sia in Pascal che nella terra. Una certa aridità fa breccia nel cuore di Pascal ed è la stessa aridità
che troviamo nel terreno: « La terre m'a sauvé, et je suis attaché à la terre (la terra mi ha salvato e io sono attaccato alla terra»). 
Ma è la terra stessa a salvarlo: Françoise, figlia di contadini, attaccata alla terra come lui, lo legherà a sé; mentre Pascal affiderà alla famiglia di lei il terreno che ha ereditato dopo la morte di Clodius. Françoise ama in modo puro e semplice Pascal essendo a conoscenza della differenza di ceto tra loro ma sapendo anche di essere una donna forte, coraggiosa e fedele. 
Il diario di Pascal, nonché il libro, si conclude con Françoise e Pascal che passeggiano. Lei diventa la sua fonte di gioia «elle respirait le bonheur. Et de la voir ainsi je me sentais heureux parce qu'elle était grande, belle et qu'elle marchait près de moi, avec confiance, à pas lents, comme une vraie femme de la terre( Lei respirava la felicità. E di vederla così mi sentivo felice, perché era grande, bella, e camminava vicino a me, fiduciosa, a passi lenti ».

## Costanti
- Bonheur (felicità)

Per tutto il romanzo Bosco ci pone davanti alla domanda "che cos'è la felicità?"
Barthélemy, quasi in sordina, si esprime attraverso queste parole "Noi, forse non abbiamo la felicità ma conosciamo la tranquillità"
Pascal, nel suo giornale scrive " Non cerco più la felicità ma la pace. Forse la pace è più importante della felicità, io non lo so. E del resto, cosa me ne importa? Non sono solo, davanti a me, c'è il fuoco dell'inverno".
Questa è la definizione di bonheur legata al sole, al luogo, al quartiere, basata sul lavoro ma sempre carica di una qualche ambiguità
- Casa

Bosco si concentra sulla fisionomia morale della casa.
All'interno troviamo due universi: Quello del solaio, è un universo caldo e materno, carico di una speranza legata alla vicinanza con il sole. Qui Pascal trascorre la sua vita, è un luogo di protezione dal quale poter guardare "filer les saisons", è il cuore della casa che rende l'intera Mas Théotime una "maison heureuse".
L'altro universo è quello legato ai sotterranei, oscuro e marcato da profonde tenebre. Questa divisione è stata studiata dalla psicologia che, riconoscendo nella simbologia della casa un microcosmo a metà tra il microcosmo umano e il macrocosmo, attribuisce a una determinata parte di essa un significato ben preciso: se la facciata rappresenta l'apparenza e la cucina il cambiamento, il tetto, il solaio e i piani superiori indicano lo spirito in cerca di elevazione, mentre i piani inferiori l'inconscio e gli istinti. Gilbert Durand sottolinea anche che, attraverso i movimenti al suo interno, si può attuare un avvicinamento allo spirito o alla materia. D'altronde muoversi in una casa significa sempre attuare uno scavo all'interno di sé.
La biografia di Herni Bosco è la prima sorgente da cui dobbiamo attingere per capire il valore di questa tematica. Bosco cominciò a vivere in campagna all'età di tre anni, abitare la campagna provenzale era come abitare una fattoria (Mas), che per lui fu quasi una seconda madre "Ma la madre, la madre forte, era la casa, con le grandi crepe nei suoi muri, la sua cuffia di tegole riposante sopra di noi, e questo calore materno con il quale solo alcune case avvolgono gli uomini" (Bosco Un oubli moins profond ). La casa, che Bosco amò nella sua infanzia, è proprio la casa di cui parla a lungo nella sua opera, caricata di valori mistici, quasi Bosco avesse il culto e la religione della casa. Mentre in altre opere la casa è legata solo al sentimento famigliare, qui si lega anche ad una ricerca spirituale. Théotime è una sorta di tempio, all'interno della quale vive una divinità: il fuoco, che è percebile sia nel foyer che nella lampada, simbolo così caro al sonno bosconiano. 
Théotime diventa progressivamente un personaggio, il più importante di tutti. Generatrice di una pace dell'anima, semplice e serena ma allo stesso tempo esigente: sembra esemplificare l'isomorfismo tra casa e ventre materno sottolineato da Gilbert Durand ("Le strutture antropologiche dell'immaginario"). 
Tra la fattoria e Pascal si è instaurato un rapporto amichevole e benevolo a patto che Pascal non rompa gli obblighi morali da essa imposti. Un ostacolo a quest'alleanza è Geneviève che tenta Pascal ad andarsene ma lui ritorna da Théotime come se avesse sentito una vera propria voce richiamarlo a sé.
Sarà proprio la partenza di Geneviève a fargli apprezzare ancora di più i silenzi della casa, che ridonano la calma a un'anima che per troppo a lungo è stata agitata. 
I personaggi vivono quasi in simbiosi con le case e i loro caratteri.
Tutti i desideri e pensieri sono da loro regolati e prendono forma nelle vecchie dimore.
La fattoria di Théotime, ad esempio, fa l'azione attiva di proteggere chi vive sotto il suo tetto, ma da Geneviève questa protezione è vissuta come oppressione dalla quale si allontanerà per andare a Micolombe, che si accorda maggiormente con il suo spirito. D'altronde la casa è anche un labirinto, che come tale può generare angoscia.
Micolombe è profondamente diversa da Théotime, "on s'exalte à Micolombe alors que à Théotime l'ame se contient"
- Religione

Henri Bosco è un autentico religioso, sensibile alla presenza del sacro nel mondo invaso da una civiltà materialista. 
Sa che l'uomo è al centro di una rete di forze misteriose e sovrannaturali dove cristianesimo e paganesimo s'intrecciano in un complesso simbolismo.
Micolombe e la cappella di Sant Jean sono due rifugi spirituali che marcano il destino di Geneviève. Micolombe sembra indicarle il cammino della rinuncia.
Geneviève trova un'immagine pia di un cuore che ricorda una rosa attraversata da una croce. Tale effigie la spinge a orientare la sua passione ed esaltazione alla spiritualità. Con lei l'idea e il sentimento di Dio penetrano a Thèotime.
Qui il soprannaturale non è spaventoso, pare fiabesco più che demoniaco. 
Bosco stesso, intervistato una volta conclusa l'opera , afferma che "Solo una volta che esso fu terminato, ho compreso il senso mistico del mio libro: da un lato l'uomo e la terra, dall'altro, la spiritualità, il cielo".
- Silenzio

I personaggi, a cominciare dall'eroe narratore Pascal, si inseriscono in un clima passionale fatto di silenzi e ritegni. 
La Provenza è un paese "plein de paroles intérieures", un paese di taciturni.
La storia procede per allusioni generali e per sottintesi; le allusioni provengono dalle loro bocche e i sottintesi dai loro silenzi.
"Il reste alors à le comprendre et à tirer de ce silence la pensée qu'il a réservée en lui, car ce n'est point ce qu'il vient de dire qui compte, mais l'arrière- pensée dont il ne présente qu'une ombre presque insaisissable" (pag 89-90) 
- Simbolismo dell'acqua

La connotazione legata all'acqua che qui emerge è la purezza.
I personaggi si relazionano con l'acqua in maniera differente; per Geneviève l'acqua è fonte di disorientamento, afferma che più le giovani si avvicinano alle sorgenti più perdono la facoltà della ragione, ogni qual volta lei vi si specchia ritrova riflesso un essere sconosciuto.
Per Françoise, l'acqua è calma e fresca, semplice superficie riflettente della sua pura bellezza.
Per Pascal è fonte di conforto, quando si ritroverà ad accettare il terreno di Clodius si avvicinerà a una sorgente che gli infonderà piacere e tranquillità. 
Il ruolo purificatore dell'acqua non è legato tanto alla soatanza, all'elemento in sé, come sostiene Gaston Bachelard, ma è piuttosto dovuto alla sua limpidezza. L'acqua lustrale ha, in primo luogo, valore morale: è la sostanza stessa della purezza, non si limita a contenerla, la irradia. A rafforzarne la limpidezza e, quindi, il valore purificatore è la freschezza, contrapposta al tepore quotidiano. Bchelard nota anche come l'acqua, tramite il riflesso, sdoppi il mondo e gli esseri, dando origine a una sorta di mondo al contrario. 
- Simbolismo della natura

Le stagioni scandiscono la vita dei personaggi: "Il suffisait, pour devenir heureux, de s'accorder aux lois les plus simples de la vie, car l'année s'y partage naturellement en quatre saison dont il faut tenir compte, en automne, du fait de pluies, en hiver à cause de la neige et de la tramontane, au printemps parce qu'on y a gelées et de violents orages, et en été, un soleil dur qui dévore tout. Quand on sait tout cela, on suit les saisons, et l'on mène bien son âme et ses semailles, à travers les temps de la pluie, de la brise, de la gelée et du soleil". 
- Simbolismo della terra

Uomo e terra sono in stretta connessione: la forza pulsante delle colline arriva a volte a irritare i nervi. Attraverso l'immaginario la terra prende vita, diventa un essere materno ( "Cette terre est forte et nourricière d'âme" ) ma allo stesso tempo indomabile.Cosa possono i personaggi, con i loro sentimenti e passioni, contro le esigenze della terra? Possono solo modellarsi secondo le sue volontà, come la famiglia Alibert "modelés aux exigences de la terre". Più ci addentriamo all'interno della storia più vediamo che Bosco non sta trattando di un intrigo personale ma del dramma della terra stessa alle prese con l'uomo "Lei, esigente, pericolosa; l'uomo, predestinato a dominare, ma in balia di passioni contrarie. Qui l'emportera?" (Bosco) 
Il mondo delle radici si carica di un duplice valore, da una parte simbolo di vita e di forza legato agli elementi nutritivi e all'acqua, dall'altra parte simbolo delle tenebre sotterranee, incerte e pericolose, immagine di un versante scuro dell'anima umana. 

## Fonti
Bosco prende spunto per la sua opera dalle più svariate epoche e dai più svariati generi.
"L'Hôte secret" di Conrad condivide lo stesso ambiente e atmosfera con l'opera di Bosco, quasi come se l'intrigo di questa vicenda avesse potuto influenzare le Mas.
In entrambe le vicende il protagonista si trova a trascorrere dei giorni insieme ad un assassino; Pascal inspiegabilmente protegge l'assassino covando la paura di venire scoperto, mentre in Cobrad alla paura si aggiunge una sensazione di sdoppiamento. 
"Les Confessions" di Jean Jacques Rousseau influenza Bosco nello stile, donando al Mas un movimento generale caratteristico.
Lo stesso Pascal ha similitudini con Rousseau: entrambi erboristi, solitari nella campagna e felici.
"Les travaux et les jours" di Hesiode ha influenzato direttamente Bosco nel modo di scrivere, definito nudo e seminudo.
"Les Georgiques" di Virgilio condividono con l'opera bosconiana ideologie e tematiche. Virgilio ricorda che dall'alto il cielo regola il movimento degli astri i quali influenzano non solo la semina, le credenze, la raccolta di cereali ma ancora le vicissitudini umane.
Riguardo alla visione della Provenza, similitudini si possono riscontrare in "Mereille" di Frédéric Mistral. 
I due scrivono a un secolo di distanza ma non è solo la distanza cronologica a dargli un impatto diverso: mentre Bosco non fa mai allusioni al passato, Mistral tratta spesso del folklore provenzale.
Una più profonda differenza è visibile tra Giono e Bosco, nonostante siano contemporanei: il primo impegnato socialmente e il secondo interessato al misticismo atemporale.